# برازاتورتاس (سيوداد ريال)
بلدية برازاتورتاس (بالإسبانية: Brazatortas)‏، هي إحدى بلديات مقاطعة سيوداد ريال إحدى مقاطعات إسبانيا، والتي تقع في منطقة قشتالة لا منتشا وسط إسبانيا.
يبلغ عدد سكانها 1.119 نسمة وفقاً لإحصائية سنة (2007).

## أعلام
- أنطونيو غالا
- فيرناندو يوسيرو